# Eduard Hübsch
Eduard Adolph Hübsch (* 13. Februar 1833 Trenčín, Österreich-Ungarn, heute Slowakei; † 9. September 1894 in Sinaia, Königreich Rumänien) war ein österreichisch-ungarischer Geiger, Dirigent und Komponist deutscher Herkunft. Er komponierte die Musik der königlich-rumänischen Hymne Trăiască Regele.

## Leben
Hübsch war zuerst Militärkapellmeister in Iași und ging 1861 als Sieger eines Preisausschreibens des rumänischen Königs Alexandru Ioan Cuza für die Komposition der Nationalhymne hervor. Von 1867 bis 1894 war er „Generalinspekteur für Militärmusik“ im Rang eines Majors und setzte grundlegende Reformen in der Organisation der Militärmusik durch. Zwischen 1880 und 1893 leitete Hübsch das Orchester des Nationaltheaters Bukarest als Dirigent.